# Ednokouḱevo
Ednokouḱevo (en macédonien Еднокуќево) est un village du sud-est de la Macédoine du Nord, situé dans la municipalité de Bosilovo. Le village comptait 678 habitants en 2002.

## Démographie
Lors du recensement de 2002, le village comptait :
- Macédoniens : 557
- Turcs : 107
- Autres : 14